# Tollaincourt
Tollaincourt é uma comuna francesa na região administrativa de Grande Leste, no departamento de Vosges. Estende-se por uma área de 12,27 km². Em 2010 a comuna tinha 129 habitantes (densidade: 10,5 hab./km²).